# 柳沢寺 (群馬県榛東村)
柳沢寺（りゅうたくじ）は、群馬県北群馬郡榛東村にある天台宗の寺院。

## 歴史
弘仁年間（810年 - 824年）、群馬太夫満行の開基である。伝教大師最澄が東国巡錫のおり、当地の群馬太夫満行が最澄を招聘して寺を創建した。
中世には、延暦寺の末寺として多くの僧侶を輩出した。しかし、戦国時代の兵火で、当寺は全焼してしまい、寺運衰微を余儀なくされた。
江戸時代初期、慈眼大師天海や高崎藩の藩主安藤重長によって中興された。

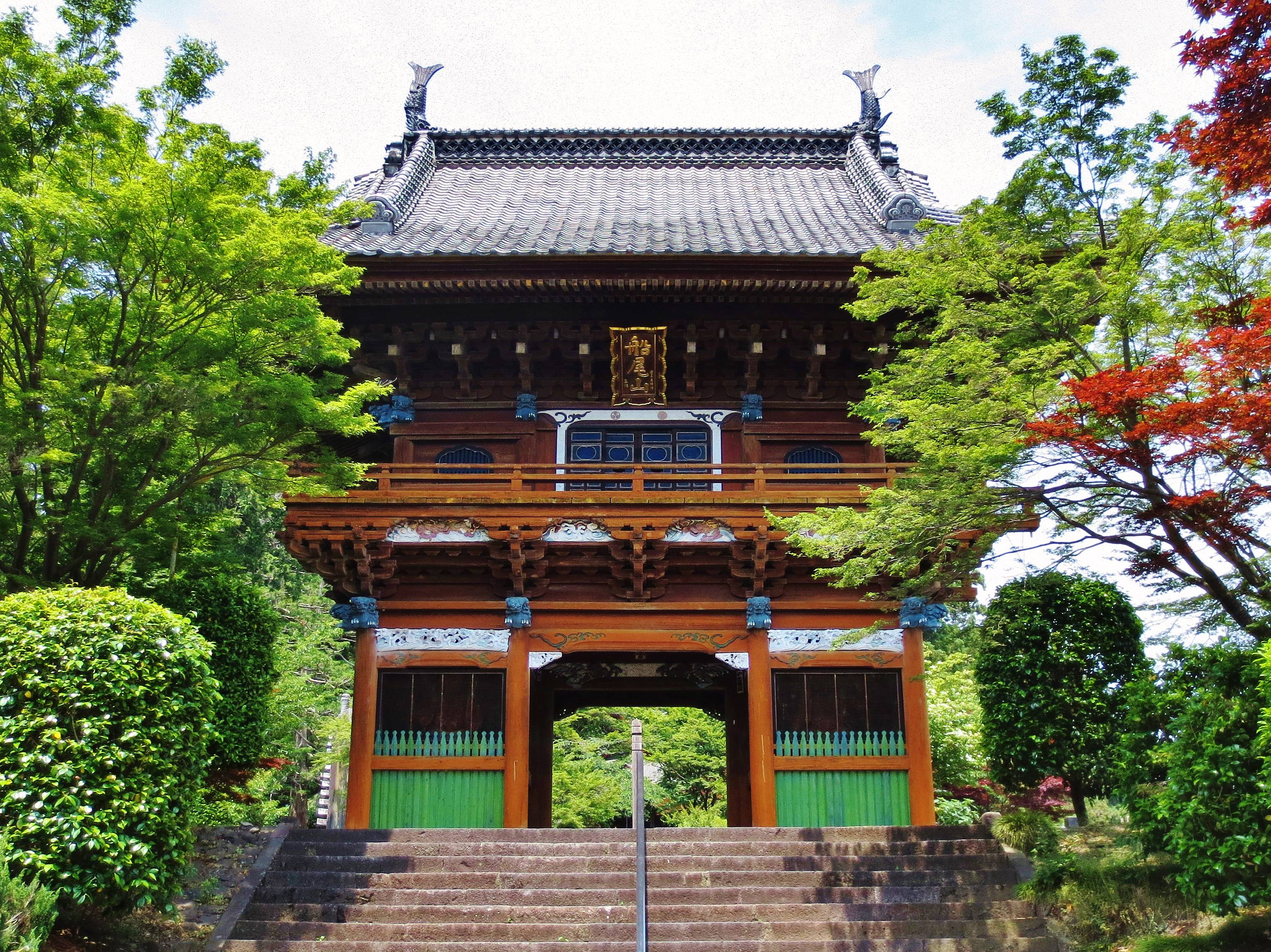
仁王門
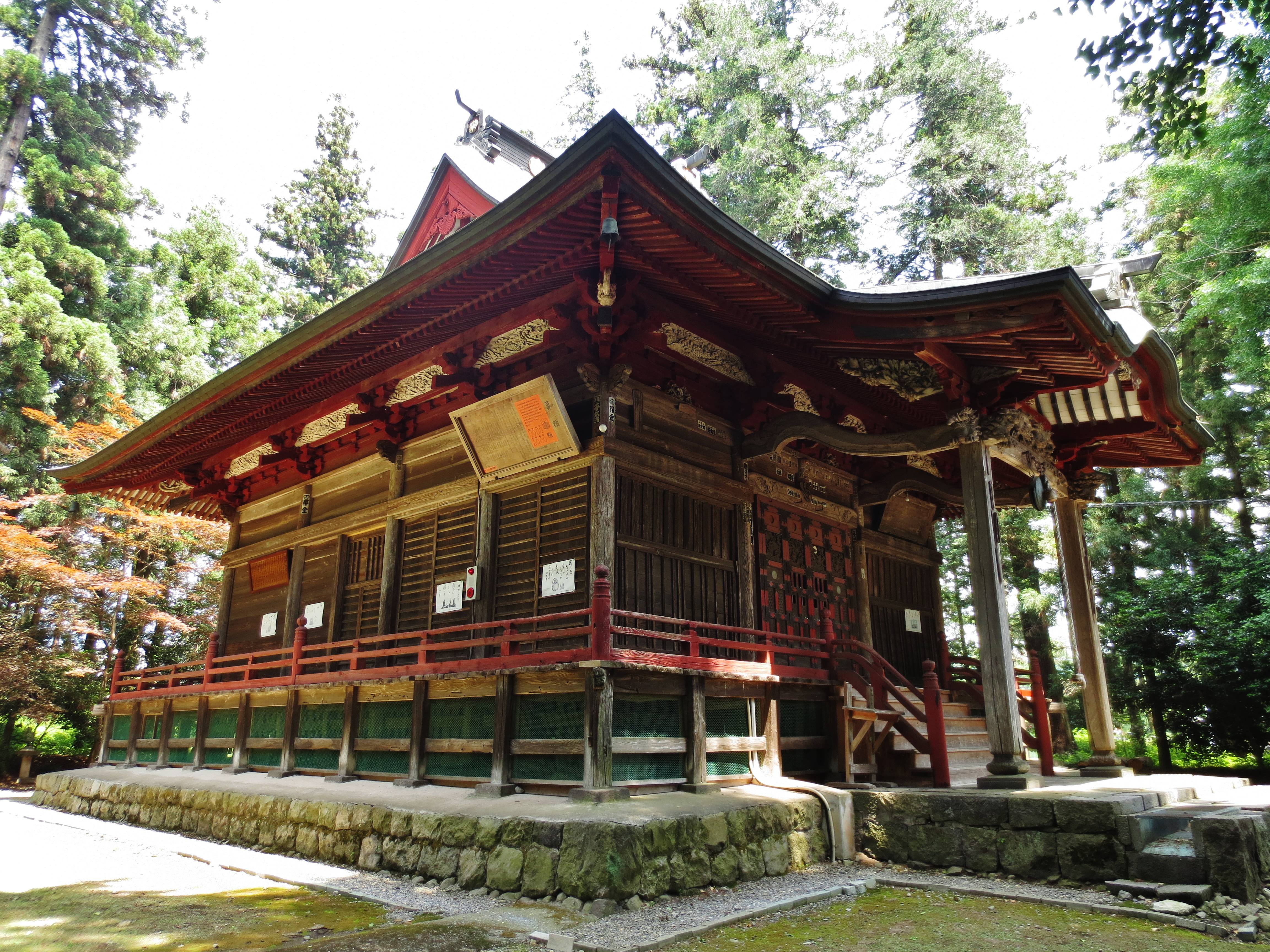
本堂
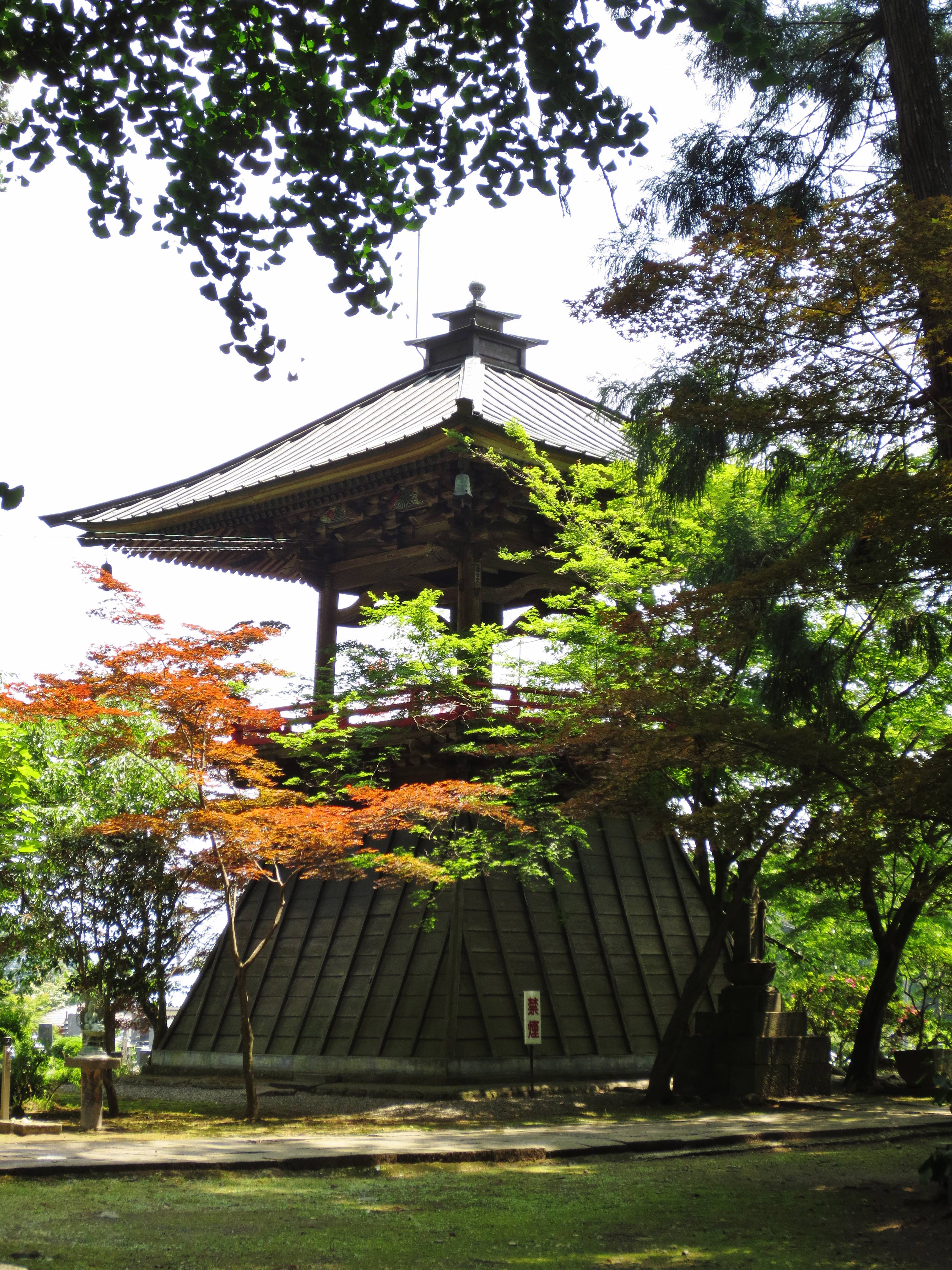
鐘楼
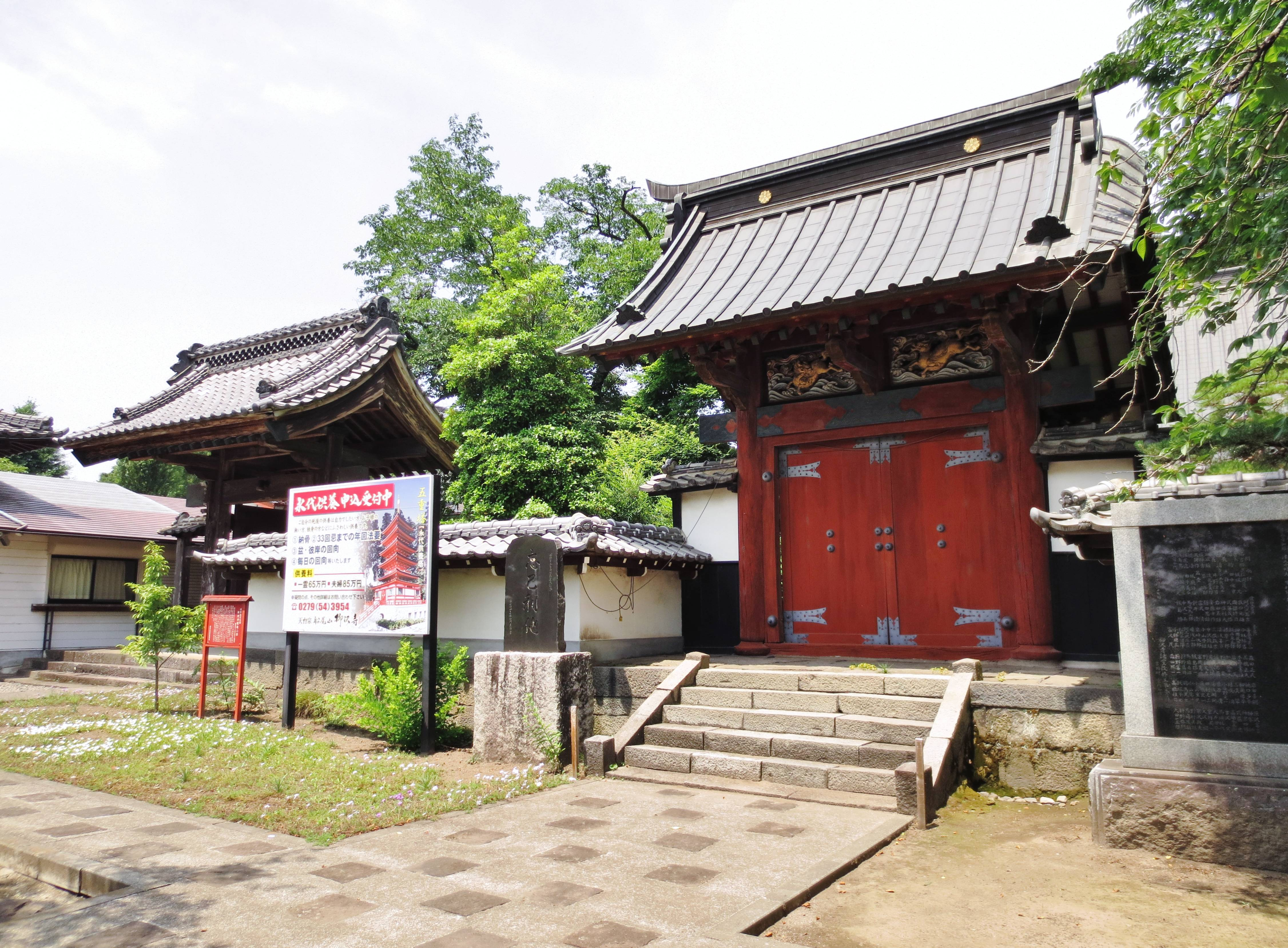
赤門
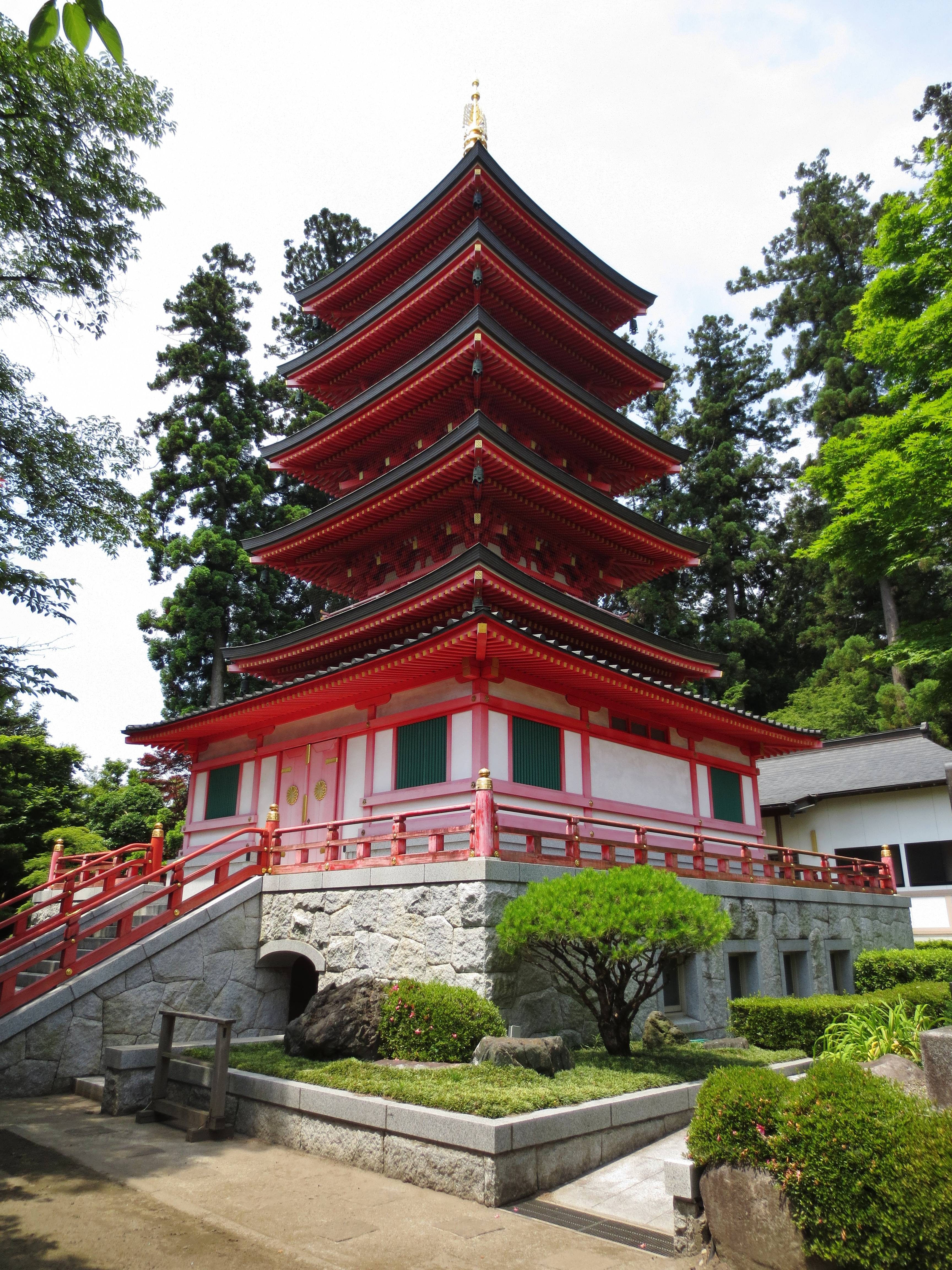
五重塔

## 相満伝説
当寺には、次のような伝説が伝わっている。
当寺の本尊は千手観音であり、「子授け観音」と呼ばれていた。後継者不在で悩んでいた千葉常将は、この観音に祈願し、念願通り男子を授かることができた。この男子は「相満」と名付けられ、当寺で養育された。
相満は当寺で成長したが、ある日、天狗によって天狗攫い（神隠しの一種）に遭い、姿を消してしまった。常将は、当寺が相満を隠していると誤解し、軍勢を差し向けて焼き討ちしてしまった。
後に天狗の仕業であることが判明し、常将は無実の寺を焼き払ったことに自責の念を感じ、自害してしまった。常将の妻は、夫の菩提を弔うために当寺を再建し、その後、夫の後を追って自害したという。

## 文化財
- 柳沢寺縁起二巻（榛東村指定文化財）[3]

## 交通アクセス
- 駒寄SICより車9分。